# 昂旺
昂旺（？—），男，藏族，中华人民共和国政治人物。现任中国人民解放军西藏军区林芝军分区政委。第十四届全国政协委员。